# Rzecznik Interesu Publicznego
Rzecznik Interesu Publicznego – jednoosobowy urząd reprezentujący interes publiczny w postępowaniu lustracyjnym, działający od 3 sierpnia 1997 do 14 marca 2007 na mocy Ustawy z dnia 11 kwietnia 1997 roku o ujawnieniu pracy lub służby w organach bezpieczeństwa państwa lub współpracy z nimi w latach 1944–1990 osób pełniących funkcje publiczne. Rzecznik wykonywał swoje zadania przy pomocy Biura Rzecznika Interesu Publicznego w którym mogły być zatrudnione wyłącznie osoby, które zostały dopuszczone do tajemnicy państwowej. Siedziba biura rzecznika znajdowała się w Warszawie przy ulicy Żurawiej 4a.
Po raz pierwszy obsadzony przez sędziego w stanie spoczynku Bogusława Nizieńskiego, mianowanego 6 października 1998, a pełniącego obowiązki od 1 stycznia 1999 do 31 grudnia 2004. Drugim i ostatnim Rzecznikiem Interesu Publicznego był Włodzimierz Olszewski, piastujący tę funkcję od 1 stycznia 2005 do 14 marca 2007.

## Zadania i możliwości Rzecznika Interesu Publicznego
Do zadań rzecznika i jego zastępców należały w szczególności:
1. analiza oświadczeń wpływających do Sądu,
2. zbieranie informacji niezbędnych do prawidłowej oceny oświadczeń,
3. składanie wniosków do Sądu o wszczęcie postępowania lustracyjnego,
4. sygnalizowanie odpowiednim organom o niewywiązywaniu się organów pozasądowych z obowiązków nałożonych przez ustawę,
5. przedstawianie Prezydentowi Rzeczypospolitej Polskiej, Sejmowi, Senatowi, Prezesowi Rady Ministrów i Pierwszemu Prezesowi Sądu Najwyższego corocznej informacji o swojej działalności, wraz z wnioskami wynikającymi ze stanu przestrzegania przepisów ustawy lustracyjnej.

Rzecznik posiadał szczególną pozycję ustrojową w systemie organów państwa, ponieważ miał zapewnioną ustawową nieingerencję organów i gremiów politycznych w tryb prac i sposób wykonywania obowiązków, a w myśl ustawy lustracyjnej rzecznik i jego zastępcy w zakresie wykonywania swoich zadań podlegają bowiem tylko Konstytucji i ustawom.

## Tryb powołania Rzecznika Interesu Publicznego
Na stanowisko rzecznika lub jego zastępcy mógł być powołany ten, kto łącznie spełniał szereg warunków takich jak:
1. spełnia warunki wymagane do zajmowania stanowiska sędziego,
2. wyróżnia się wiedzą prawniczą,
3. nie pracował w organach bezpieczeństwa państwa, nie pełnił w nich służby ani nie współpracował z nimi w okresie od 22 lipca 1944 do  10 maja 1990,
4. nie jest tajnym współpracownikiem Agencji Bezpieczeństwa Wewnętrznego i Agencji Wywiadu lub Wojskowych Służb Informacyjnych.

Rzecznika i jego zastępców powoływał i odwoływał Pierwszy Prezes Sądu Najwyższego.
Nie mogli oni zajmować innego stanowiska, z wyjątkiem stanowiska profesora szkoły wyższej, wykonywać innych zajęć zawodowych, należeć do partii politycznej, związku zawodowego ani prowadzić działalności publicznej nie dającej się pogodzić z godnością ich urzędu.

## Tryb odwołania Rzecznika Interesu Publicznego
Pierwszy Prezes Sądu Najwyższego mógł odwołać rzecznika lub jego zastępcę w przypadku:
1. zrzeczenia się stanowiska,
2. stwierdzenia prawomocnym orzeczeniem Sądu niezgodności z prawdą jego oświadczenia,
3. długotrwałej przeszkody uniemożliwiającej wykonywanie obowiązków związanych ze stanowiskiem,
4. skazania prawomocnym wyrokiem za przestępstwo.

Kadencja rzecznika i jego zastępców trwała 6 lat, licząc od dnia powołania; po upływie kadencji rzecznik pełnił swoje obowiązki do czasu powołania nowego rzecznika. Kadencja rzecznika i jego zastępców ustawała z chwilą ich śmierci lub odwołania. W wyniku zmian ustawodawczych urząd RIP został zlikwidowany, a jego funkcje przejęli prokuratorzy Biura Lustracyjnego i oddziałowych biur lustracyjnych.